# Gustav Horn
Gustav Horn conte di Björneborg (Uppsala, 22 ottobre 1592 – Skara, 10 maggio 1657) è stato un militare e politico svedese che svolse un importante ruolo durante la Guerra dei trent'anni.

## Gioventù e prime esperienze militari e politiche
Gustav Horn nacque dal feldmaresciallo Carl Horn, di famiglia nobile, e da Agneta von Dellwig. Studiò a Rostock, Jena e Tubinga, ed entrò in seguito nell'esercito, al servizio del re Gustavo Adolfo. Partecipò alla Guerra d'Ingria contro la Russia, e studiò scienza militare nelle Province Unite, presso il principe Maurizio di Nassau.
Con il grado di colonnello, prese parte all'assedio di Riga del 1621, dove rimase ferito gravemente; in seguito guidò le truppe svedesi che conquistarono Dorpat (odierna Tartu), in Estonia, e, alla fine degli anni 20, insieme al conte Jacob De la Gardie comandò la difesa della Livonia svedese contro gli attacchi della Polonia.
I suoi meriti militari gli valsero in questi anni una brillante serie di promozioni e riconoscimenti: nel 1625 fu nominato membro del Consiglio Reale di Svezia, e nel 1628, all'età di 35 anni, fu promosso dal re Gustavo Adolfo al rango di feldmaresciallo. Nello stesso anno sposò Kristina Oxenstierna, figlia del conte Axel Oxenstierna, Cancelliere di Svezia, da cui l'anno successivo ebbe una figlia, Agneta Horn.

## Guerra dei trent'anni
Quando Gustavo Adolfo decise di invadere il Sacro Romano Impero nel 1630 (vedi la fase svedese della Guerra dei trent'anni), nominò come suo uomo di fiducia Gustav Horn, che lo accompagnò nelle campagne in Germania. Alla battaglia di Breitenfeld del 1631 Horn comandava l'ala sinistra dello schieramento svedese, sul cui fianco si trovava l'esercito sassone alleato. Quando i sassoni furono messi in rotta dall'attacco delle truppe cattoliche, l'ala sinistra di Horn resistette ruotando verso sinistra, negando il fianco al nemico e respingendo gli attacchi; per questo gli fu assegnata una buona parte del merito della vittoria.
In seguito fu posto al comando delle truppe svedesi operanti in Franconia, dove catturò la fortezza di Bad Mergentheim e l'arcivescovado di Bamberga, quindi marciò in Baviera insieme al re Gustavo Adolfo. Fu in seguito coinvolto in una serie di operazioni in Renania e in Svevia, durante le quali conquistò Coblenza e Treviri.
Alla morte del re Gustavo Adolfo nella battaglia di Lützen, Horn, assieme al generale Johan Banér, fu posto al comando delle forze svedesi operanti in Germania, mentre il cancelliere Oxenstierna, suo suocero, assunse la guida politica della nazione. La conduzione delle operazioni nei seguenti anni fu per Horn piuttosto problematica: i tentativi di coordinare lo sforzo bellico svedese con quelli del comandante protestante Bernardo di Sassonia-Weimar, che operava indipendentemente, ebbero risultati altalenanti. Dopo l'assassinio del comandante imperiale Albrecht von Wallenstein Horn riuscì a conquistare alcuni territori in Svevia, ma dovette riunirsi rapidamente con le truppe di Bernardo di Sassonia per contrastare l'avanzata delle truppe spagnole del cardinale-infante Ferdinando d'Asburgo; il 6 settembre 1634 le forze protestanti e svedesi furono duramente battute nella battaglia di Nördlingen e Gustav Horn fu preso prigioniero dagli imperiali.
La sua liberazione avvenne solo otto anni dopo, nel 1642, tramite uno scambio di prigionieri che coinvolse tre ufficiali imperiali trattenuti dagli svedesi; al suo ritorno, fu nominato Vice Presidente del Dipartimento della Guerra. L'anno successivo sposò la sua seconda moglie, Sigrid Bielke, da cui ebbe altre due figlie, Eva Horn ed Hedvig Lovisa Horn.
Nel 1644 fu coinvolto nel conflitto scoppiato con la Danimarca (la cosiddetta Guerra di Torstenson), un episodio minore della Guerra dei Trent'anni. Egli guidò le operazioni contro i territori danesi in Svezia meridionale, occupando la Scania e Halland con un esercito di circa 11.000 uomini; infruttuosi si rivelarono tuttavia i tentativi di conquistare la fortezza di Malmö, il cui assedio fu interrotto dalla firma della Pace of Brömsebro.
Nel 1651, terminato il conflitto, la regina Cristina lo nominò conte di Björneborg (odierna Pori, in Finlandia). Horn fu quindi Governatore-Generale della Livonia svedese nel 1652, e Presidente del Dipartimento di Guerra nel 1653, anno in cui fu nominato anche Alto Conestabile.
Nel 1655, allo scoppio della guerra contro la Polonia, fu posto al comando delle forze a difesa della Svezia. Morì il 10 maggio del 1657.
Gustav Horn è ricordato come uno dei più validi generali svedesi della Guerra dei Trent'Anni, abile in difesa e capace di imporre un'efficace disciplina alle proprie truppe, impedendo i saccheggi indiscriminati cui spesso altri comandanti indulgevano.